# Jürgen Macho
Jürgen Macho (Viena, Austria, 24 de agosto de 1977) es un exfutbolista austríaco que jugaba de guardameta. Actualmente es entrenador de porteros del Rapid Wien.

## Biografía
Jürgen Macho comenazó su carrera futbolística en un equipo de su ciudad natal, el First Vienna FC.
En 2000 se marchó a jugar a la Premier League inglesa con el Sunderland. En este equipo permaneció tres temporadas como portero suplente, ya que el meta titular del equipo en esa época era Thomas Sørensen.
En 2003 cambió de equipo tras fichar por el Chelsea. Con este club no llegó a debutar en liga, ya que sufrió una lesión que le impidió jugar durante buena parte de la temporada.
En 2004 regresó a su país para jugar una temporada en el Rapid de Viena. Con este club se proclamó campeón de Liga esa temporada, aunque solo participó en la mitad del campeonato, ya que el 3 de enero se marchó a jugar al Kaiserslautern alemán.
En su nuevo club empezó como portero suplente, pero en la temporada 2005-06 logró ganarse un puesto en el once titular, disputando 20 encuentros de liga, hasta que en invierno se lesionó en la espalda y no pudo reaparecer hasta la campaña siguiente. Ese mismo año el equipo descendió a Zweite Bundesliga.
El 31 de agosto de 2007 fichó por el AEK Atenas FC, donde disputó 18 partidos en 2 temporadas debido a las buenas actuaciones del argentino Sebastián Saja. 

### Selección nacional
Fue internacional con la selección de fútbol de Austria en 26 ocasiones. Su debut como internacional se produjo el 20 de noviembre de 2002 contra Noruega.
Su peor episodio como internacional ocurrió el 16 de noviembre de 2005 en un partido contra Inglaterra. Macho colisionó en una jugada contra Peter Crouch y se tragó la lengua. Corrió peligro, pero gracias al médico de su selección salvó la vida.
Fue convocado por su selección para participar en la Eurocopa de Austria y Suiza de 2008. Fue el portero titular de su selección en el torneo, disputando todos los encuentros.

## Clubes

### Jugador
| Club                     | País       | Año       |
| ------------------------ | ---------- | --------- |
| First Vienna FC          | Austria    | 1997-2000 |
| Sunderland AFC           | Inglaterra | 2000-2003 |
| Chelsea FC               | Inglaterra | 2003-2004 |
| Rapid Viena              | Austria    | 2004      |
| 1. FC Kaiserslautern     | Alemania   | 2005-2007 |
| AEK Atenas FC            | Grecia     | 2007-2009 |
| LASK Linz                | Austria    | 2009-2010 |
| Panionios FC             | Grecia     | 2010-2012 |
| FC Admira Wacker Mödling | Austria    | 2013      |

### Entrenador
| Club              | País    | Año       |
| ----------------- | ------- | --------- |
| First Viena FC(1) | Austria | 2016-2018 |
| SKN St. Pölten(1) | Austria | 2018-2019 |
| Rapid Wien(1)     | Austria | 2019-     |

## Títulos
- 1 Liga de Austria (Rapid de Viena, 2005)